# Olsberg, Aargau
Olsberg (schweizertyska: Olschprg) är en ort och  kommun i distriktet Rheinfelden i kantonen Aargau, Schweiz. Kommunen har 367 invånare (2023).